# 经纬街道 (哈尔滨市)
经纬街道是中国黑龙江省哈尔滨市道里区下辖的一个街道办事处，位于道里区东南部，东以中央大街、经纬街南段、霁虹街东段为界与尚志街道、兆麟街道接壤，北以东风街、经纬八道为界与工程街道、通江街道相邻。

## 行政区划
经纬街道下辖5个社区：
大安社区、经纬七社区、北安社区、东段社区和霁虹桥社区。